# Silurus lanzhouensis
Silurus lanzhouensis és una espècie de peix de la família dels silúrids i de l'ordre dels siluriformes.

## Morfologia
Els mascles poden assolir els 100 cm de llargària total.

## Distribució geogràfica
Es troba al riu Groc (Xina).